# Julie Talma
Julie Talma (ou Louise Julie Pioch ou Louise Julie Jully, née Louise-Julie Careau le 8 janvier 1756 à Paris, où elle est morte le 5 mai 1805) est une danseuse de l'Opéra de Paris, devenue courtisane et salonnière quelques années avant la Révolution française. Elle utilise les dons de ses protecteurs pour faire fortune, tout en faisant de la spéculation immobilière. Mère de plusieurs enfants nés de pères différents, elle se marie avec le célèbre tragédien François-Joseph Talma. Mais, il se montre infidèle et le couple finit par divorcer. Républicaine convaincue, elle devient une amie proche de Benjamin Constant. Leur longue correspondance a été préservée et publiée.

## Jeunesse
Louise-Julie Careau nait à Montmartre le 8 janvier 1756 de Marie Careau et Francois Pioch, originaire de Pézenas, qui ne la reconnaitra que le 1er décembre 1798,. Sa mère l'abandonne quand elle est très jeune. À 7 ans, Pierre Gueullette de Maucroix, le conseiller du roi en son Conseil des Indes, la sauve des rues. Il lui apprend à lire et à écrire, ainsi que les bonnes manières et après deux ans l'inscrit dans le corps de ballet de l'Opéra. En tant que danseuse, elle se produit dans le ballet de Jean-Philippe Rameau Castor et Pollux dans le rôle de l'ombre heureuse, en 1772.
À 15 ans, elle est repérée par le maréchal de Rohan-Soubise, ce qui lui laisse le surnom de Julie Soubise. Elle rencontre Marie-Catherine Carotte, dite La Tristan, entremetteuse, avec qui elle va emménager pour faire commerce de ses charmes. Julie Careau devient la maîtresse de François-Antoine de Flandre de Brunville, chevalier et conseiller du roi, avec qui elle a un fils, Alexis-Pierre-Louis (1777). Marié, il s'éloigne d'elle mais lui assure une rente alors qu'elle abandonne la scène. Elle commence ensuite une liaison avec le vicomte Joseph-Alexandre de Ségur, qui l'installe dans un hôtel particulier rue Chantereine et avec qui elle a un fils, Alexandre-Félix Ségur (1781,). Ségur, passionnément amoureux d'elle, pense qu'elle sera la Ninon de Lenclos du XVIIIe siècle. Enfin, elle est la maîtresse de M. Saint-Léger, qui lui donne un troisième fils, Jules, qui sera élevé en Angleterre. Mère aimante, proche de ses enfants et attachée à leur éducation, elle sera très affectée par la mort de tous ses fils de son vivant.
Julie Careau utilise l'argent de ses protecteurs dans la spéculation immobilière dans le quartier de la chaussée d'Antin, avec des architectes comme Alexandre-Théodore Brongniart et Claude-Nicolas Ledoux, et assemble une petite fortune. Elle achète une maison rue de la Chaussée-d'Antin en 1776 alors qu'elle n'a que 20 ans. En 1781 l'architecte François-Victor Perrard de Montreuil lui vend la maison rue Chantereine où Ségur l'avait établie. Julie Careau y tient alors salon. Sa chambre privée est décorée d’une frise représentant les Arts, les Muses, Apollon, Vénus et Cupidon.

## Salonnière
Son salon de la rue Chantereine devient bientôt un bureau d'esprit, un lieu de discussions intellectuelles. Alexander von Humboldt la rencontre et dit d'elle qu'elle « possède manifestement plus d’esprit que les autres femmes françaises » et est « très patriotique ». Elle sait recevoir et se démarque par sa simplicité tant vestimentaire que dans la décoration de son hôtel. Benjamin Constant écrit qu'« elle avait la gaieté la plus piquante, la plaisanterie la plus légère ».
Julie se lie d'amitié avec Mirabeau et Chamfort qui la surnomment avec humour « Ladi-Ficulté », formant un trio inséparable pendant quelque temps. Bien plus tard, lors de la publication des lettres de Mirabeau et Chamfort, sous le Directoire, elle note, « [...] les flatteurs ou les amis aveugles, Mirabeau à la tête, me donnaient le nom flatteur d'Aspasie. C’est en même temps que [Nicolas] Chamfort fut atteint de cette terrible fièvre d’amour que je lui avais inspirée, sans le faire exprès le moins du monde. Mirabeau en était le confident et me voyait tous les jours,. » Mirabeau meurt dans la maison qu'il loue à Julie Talma, au 42 rue de la chaussée d’Antin le 2 avril 1791.
Une réunion dans la demeure de Julie Talma le 16 octobre 1792 accueille en invité d'honneur le général Charles François Dumouriez, fraîchement revenu victorieux de Belgique. Y assistent de grands hommes politiques girondins dont Pierre Victurnien Vergniaud, Jacques Pierre Brissot et Jean-Baptiste Boyer-Fonfrède, accompagnés de femmes de la scène. Le mime farceur Fusil fait une performance et Julie Candeille chante au piano. Mais la réunion est soudainement envahie par des membres Jacobins du Comité de sécurité générale menés par Jean-Paul Marat, reprochant au général de tenir compagnie à « une telle collection de concubines et de contre-révolutionnaires ». Le jour suivant, le journal L'Ami du peuple proclame que le citoyen Marat a découvert une grande conspiration.
Sous le Directoire, « Mlle Julie » tient salon dans un hôtel 2 rue Matignon qu'elle loue avec son amie proche Sophie de Condorcet. Son salon est toujours fréquenté par des républicains et idéologues éminents, dont certains sont considérés comme suspects aux yeux du Directoire, tels que Pierre Jean Georges Cabanis, Alexandre Rousselin de Saint-Albin, Marie-Joseph Chénier, Dominique Joseph Garat, Pierre-Louis Ginguené et Claude Charles Fauriel.

## Mariage

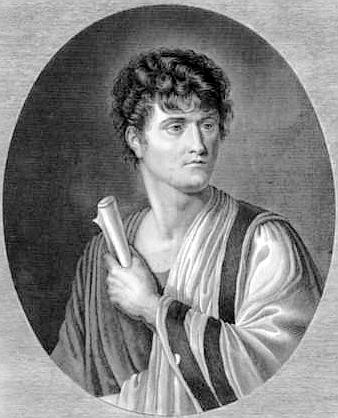
François-Joseph Talma, v. 1822

En 1787, Julie Careau rencontre François-Joseph Talma (1763-1826), un acteur qui vient de débuter à la Comédie-Française, et ils entament une liaison. Talma apporte son soutien à la Révolution française en 1789, provoquant une scission à la Comédie-Française. Il entraîne avec lui plusieurs acteurs de premier plan, dont Monvel (Jacques Marie Boutet), Rose Vestris et Julie Candeille.
En 1790, Julie tombe enceinte et, bien que athée, le couple décide alors de se marier. Cependant, ils rencontrent quelques difficultés à trouver un prêtre pour célébrer la cérémonie. En effet, la profession de comédien est une profession pécheresse aux yeux de l'Église, et Talma ne peut en conséquence recevoir la communion. En juillet, l'acteur implore par lettre l'Assemblée nationale, invoquant les droits civils établis par la Constitution. Après plusieurs mois, le vicaire de Notre-Dame-de-Lorette accepte finalement de les marier, tant que Talma s'enregistre en tant que bourgeois de Paris plutôt qu'acteur. La cérémonie a lieu le 19 avril 1791, trois semaines après la mort de Mirabeau.
Le 30 avril, onze jours après, Julie donne naissance à des jumeaux. Le jour suivant les enfants sont baptisés Henri-Castor et Charles-Pollux. Un autre fils nait, prénommé Tell, qui meurt âgé de deux mois, le 31 mai 1794. Les jumeaux décèdent également quelque temps après.
François-Joseph Talma dépense la fortune de sa femme et s'éloigne peu à peu de Julie. Il rencontre l'actrice Charlotte Vanhove, femme du musicien Louis-Sébastien Olympe Petit. Ils entament une liaison et, en 1794, Charlotte divorce de son mari. La séparation entre Julie et François-Joseph s'officialise en 1795. Mais ce n'est qu'en 1801 qu'ils divorcent par consentement mutuel, Julie souhaitant jusqu'alors garder le nom du comédien. À partir de 1802, elle se fait appeler Julie Jully, du prénom sous lequel figurait l’Ombre heureuse, son rôle dans l'opéra de Rameau Castor et Pollux. François-Joseph se remarie cette année-là avec Charlotte Vanhove.
En partie ruinée, Julie doit louer sa maison rue de Chantereine en 1795. La location est prise par Joséphine de Beauharnais et Napoléon Bonaparte qui s'y installent avant leur mariage. Napoléon, 26 ans, rend visite à Joséphine tous les soirs. Trois ans plus tard, le 11 germinal an VI (31 mars 1798), Julie vend la maison à Napoléon.

## Amitié avec Benjamin Constant

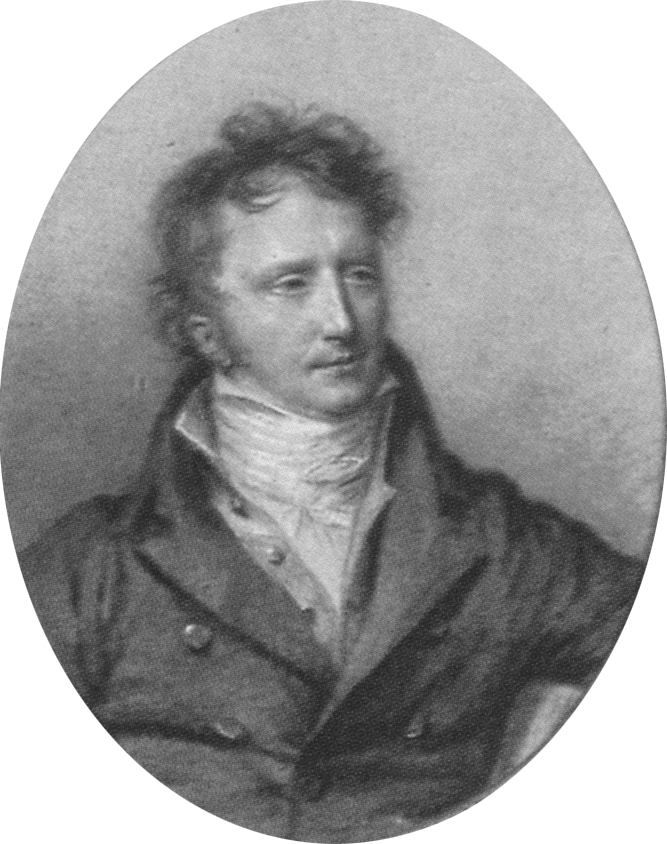
Anonyme, Benjamin Constant, collection du château de Coppet

Julie Talma rencontre Benjamin Constant (1767-1830) rue Matignon et ils commencent une longue correspondance. Ils semblent s'être rencontrés en août 1795, peut-être introduits par Jean-Baptiste Louvet de Couvray (1760-1797). Julie a 11 ans de plus que Benjamin. Entre eux va naître une profonde amitié ; ils ne sont probablement jamais devenus amants même si leur liaison reste assez équivoque.
Après le coup d'état de Napoléon du 18 Brumaire (9 novembre 1799), Constant est élu au Tribunat, qui conseille le Premier Consul (Napoléon). Avec le soutien de Julie Talma, Constant adopte une position publique audacieuse et s’oppose à la dictature et aux atteintes aux libertés individuelles.
À la mi-novembre 1800, Julie présente Anna Lindsay, jeune Irlandaise, à Constant. Ils commencent une liaison passionnée. Elle sera son modèle pour le personnage d'Ellénore dans son roman Adolphe,. Julie va alors être pour les deux l'amie confidente et impartiale.
Félix de Ségur, le dernier fils vivant de Julie, meurt le 10 février 1805 de la tuberculose. Son deuil détruit sa santé, et mi-mars elle est mourante, probablement atteinte de la même maladie. Benjamin Constant est dévasté à l'approche de sa mort et passe les derniers mois à son chevet. François-Joseph Talma aurait aussi été atteint de spleen, selon Mlle Avrillon et Brifaut, et aurait annulé plusieurs représentations. Julie, fidèle au rationalisme des Lumières tout au long de sa vie, refuse même mourante de recevoir un prêtre pour ses derniers sacrements. Elle décède le 5 mai 1805. On rapporte qu’elle aurait dit : « On devrait pouvoir recommencer la vie. Lors de la première représentation, on ne sait pas ce qu’on fait. »
Ses diverses correspondances révèlent aussi ses talents d'écritures et son regard affûté sur son époque. Après sa mort, Rousselin de Saint-Albin, un habitué de son salon, souhaite éditer la correspondance de Julie et contacte plusieurs de ses amis pour recueillir les lettres. Parmi eux, Benjamin Constant rédige une « Lettre sur Julie », censée figurer en tête du recueil. Le projet n'aboutira pas mais la lettre de Constant est finalement publiée en 1829 dans les Mélanges. Ainsi, sur plusieurs pages, il dresse le portrait élogieux de son amie disparue et rend hommage à son esprit et à sa plume.